# Limnophora stuckenbergi
Limnophora stuckenbergi är en tvåvingeart som beskrevs av Zielke 1971. Limnophora stuckenbergi ingår i släktet Limnophora och familjen husflugor.
Artens utbredningsområde är Zimbabwe. Inga underarter finns listade i Catalogue of Life.